# Kotra Komar
Kotra Komar, née le 16 mai 2001, est une sauteuse à ski slovène.

## Biographie
Licenciée au SSK Bohinj, elle fait ses premières apparitions au niveau international en saut à ski en 2014 dans la Coupe des Alpes, où elle monte sur deux podiums un an plus tard à Einsiedeln, puis gagne quatre concours dans cette compétition en 2016-2017. En 2017, elle prend également la médaille de bronze en individuel au Festival olympique de la jeunesse européenne à Erzurum.
Aux Championnats du monde junior 2017, elle gagne la médaille d'argent par équipes puis le titre lors de l'édition 2018, à chaque fois avec Jerneja Brecl, Nika Križnar et Ema Klinec. En janvier 2018, après plusieurs top dix en Coupe continentale, elle participe à sa première manche de Coupe du monde à Ljubno. En fin de saison, elle marque ses premiers points à ce niveau à Oberstdorf (29e)
En janvier 2019, Komar monte sur deux podiums dans la Coupe continentale à Planica, avant de gagner à Brotterode. En Coupe du monde, son meilleur résultat de l'hiver est 17e à Lillehammer. En 2020, elle figure sur son premier podium par équipes à Ljubno en Slovénie, où elle est aussi 16e en individuel. Au Grand Prix d'été 2020, elle est notamment neuvième à Frenstat, pour son meilleur résultat dans une épreuve avec l'élite du saut.

## Palmarès

### Coupe du monde
- Meilleur classement général : 27e en 2020.
- Meilleur résultat individuel : 16e.
- 1 podium par équipes.

Palmarès à l'issue de la saison 2019-2020

#### Classements généraux annuels
| Année | Rang |
| 2018  | 52e  |
| 2019  | 37e  |
| 2020  | 27e  |
| 2021  | 36e  |

### Championnats du monde junior
- Utah 2017 :
  -  Médaille d'argent par équipes.
- Kandersteg 2018 :
  -  Médaille d'or par équipes.
- Oberwiesenthal 2020 :
  -  Médaille d'argent par équipes.
  -  Médaille de bronze par équipes mixtes.

### Festival olympique de la jeunesse européenne
- Médaille de bronze en individuel en 2017.

### Coupe continentale
- 3 podiums, dont 1 victoire.